# Morra
La morra (murra in Sardegna, Calabria e Sicilia, more o mora in Friuli, mórra in Molise e Basilicata, mora in Trentino e nel veronese, mourra o mourre in Valle d'Aosta e in Provenza, morra in milanese, mura in bergamasco) è un antico gioco tradizionale. Dal 2023 è patrimonio UNESCO.

## Storia

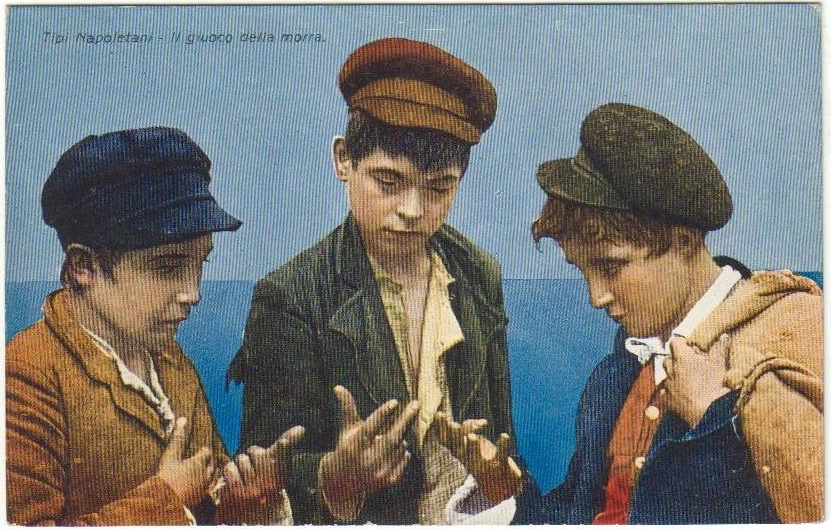
Una cartolina napoletana che raffigura dei bambini che giocano alla morra

Le prime notizie che si hanno del gioco della morra risalgono all'antico Egitto: in una tomba di un alto dignitario di corte della XXV dinastia, si vede chiaramente il defunto intento a stendere il braccio con un numero, contrapposto ad un altro giocatore.
Proseguendo nei secoli, in una pittura vascolare greca, appare chiaro il gioco tra Elena e Paride, con le mani protese nell'atto del gioco della morra. Tuttavia, è in epoca romana che si hanno le più chiare manifestazioni anche scritte: Cicerone, in un suo scritto, ci dice che "dignus est quicum in tenebris mices", ossia "è persona degna quella con cui puoi giocare alla morra al buio". In latino la morra era indicata come "micatio", dal verbo "micare", che per esteso era "micare digites", ossia protendere le dita nel gioco.
In epoche successive sono diverse le testimonianze, anche figurative, del gioco della morra: numerosi pittori hanno raffigurato giocatori di morra durante le fasi del gioco. La morra era anche uno dei pochi svaghi che i soldati italiani avevano durante le notti fredde nelle trincee durante la Grande Guerra.

## Diffusione
L'area di diffusione comprende tutta l'Italia, le Alpi occidentali e le regioni che si affacciano sul Mediterraneo occidentale: dal Sud della Spagna, al Sud della Francia con la Corsica, fino alla Croazia.

## Le regole

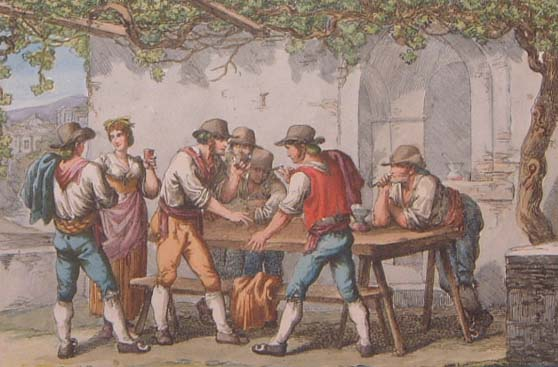
Il gioco della morra a Roma in un dipinto dell'inizio '800 eseguito da Bartolomeo Pinelli

Il gioco consiste nell'indovinare la somma dei numeri che vengono mostrati con le dita dai giocatori. Simultaneamente i due giocatori tendono il braccio mostrando il pugno oppure stendendo un numero di dita a scelta, mentre gridano (quasi a voler intimorire l'avversario) un numero da due a dieci (il "pugno" equivale all'uno e il dieci è anche chiamato proprio "morra") generalmente in lingua locale, a volte storpiati con espressioni molto colorite che variano di paese in paese; spesso il nome del numero è modificato per renderlo monosillabico. Il giocatore che indovina la somma conquista il punto e, nel caso di gioco a squadre, mantiene la mano e dovrà combattere con l'altro giocatore della squadra concorrente e così via. Se entrambi i giocatori indovinano la somma il gioco continua e nessuno guadagna il punto. Il gioco finisce quando si raggiunge il punteggio deciso a priori.
Si può giocare uno contro uno (la forma base del gioco) oppure due contro due, ovvero quattro giocatori divisi a squadre dove le squadre sono poste specularmente. La competizione a squadre è quella più diffusa ed anche quella in cui il fattore fortuna viene messo da parte per far posto ad abilità e strategie. 

## Le strategie

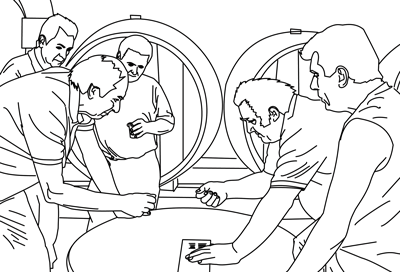
Illustrazione di giocatori di morra.

Mentre il gioco va avanti i ritmi aumentano rapidamente e non è facile mantenere la concentrazione. Il giocatore, in piccolissime frazioni di secondo, deve essere capace di ragionare in due sensi: analizzare e prevedere il gioco dell'avversario e contemporaneamente evitare di giocare i numeri che si aspetta l'avversario; per fare ciò il giocatore deve possedere un'ottima capacità di osservazione ed una notevole velocità di ragionamento. Chi ha riflessi rapidissimi e grande destrezza può barare modificando il proprio numero di dita stese, così da volgere a proprio vantaggio la situazione determinata dal numero di dita che una frazione di secondo prima è stato chiaramente e definitivamente mostrato dall'avversario. 
Molti giocatori sostengono che anche la violenza verbale è parte del duello e ha la funzione di sovrastare l'avversario e convincerlo, inconsciamente, a giocare in modo subalterno. Inoltre, quando lo sfidante guadagna il punto il tono di voce si innalza ulteriormente e l'espressione si allunga. Se poi il punto è stato estenuante, combattuto a ritmo incalzante per un tempo che ha messo a dura prova le capacità degli sfidanti, l'urlo finale del giocatore che vince prorompe sovrastando quello dell'avversario che invece, avendo perso, ha lasciato cadere il tono della sua ultima chiamata. Questo urlo sottolinea la vittoria (anche se temporanea) del giocatore che ha guadagnato il punto, ma esprime anche il gusto della liberazione, del ritorno in sé. Gli strumenti usati (la mano e la voce) sono molto flessibili e permettono, rispetto ai possibili significati, un'enorme variazione di espressioni. Per contro la stessa possibilità di variare sensibilmente espressione si presta magnificamente a delle piccole astuzie che vanno dal lecito all'illecito (in tal caso sono delle vere e proprie malizie). Il problema della morra, e la fortuna di queste astuzie, è che il limite tra il lecito e l'illecito è ben definito dalle regole tacite ma è di difficile percezione, considerando il ritmo incalzante del gioco.

## Gioco d'azzardo e divieti
Il gioco della morra è stato colpito dai divieti della legge, fin dal medioevo, a causa delle frequenti risse che provocava. Nella liberale Repubblica di Venezia, ad esempio, la morra venne bandita dai luoghi pubblici nel XV secolo, ma consentita nelle taverne e negli appositi circoli privati, chiamati "ridotti". La morra, come in quei tempi succedeva per tutti i giochi di osteria, era oggetto di scommesse, in palio c'era solitamente un litro di vino ma si racconta anche di fortune o proprietà terriere, l'unica differenza stava nel fatto che la violenza gestuale e verbale del gioco si prestava benissimo a malintesi ed equivoci che sovente, grazie soprattutto ai contributi dell'alcool e per evitare di pagare il pegno, avevano dei risvolti drammatici fra le persone interessate.
La morra è compresa tra le discipline riconosciute dalla Federazione Italiana Giochi e Sport tradizionali, associata al CONI. Resta comunque in vigore il divieto di gioco nei locali pubblici e nei circoli privati così come disposto dall'articolo 110 del TULPS (Testo Unico delle Leggi di Pubblica Sicurezza) in quanto è tuttora inserita nella tabella dei giochi proibiti. Nel contesto delle normative relative al divieto in questione, le uniche regioni in Italia in cui tale divieto è stato revocato sono la provincia autonoma di Trento nel 2001 e, a partire dal 7 giugno 2024, la regione autonoma del Friuli Venezia Giulia.

## Patrimonio immateriale UNESCO
Nel 2023, insieme con altri giochi di strada, la morra è stata inclusa nel patrimonio immateriale dell'umanità.